# Shanxi
Shanxi (wymowaⓘ; chiń. 山西; pinyin Shānxī; Wade-Giles Shan-hsi) – prowincja w środkowych Chinach. Ludność stanowią w większości Chińczycy Han, ale mieszkają tam również Mongołowie i Dunganie.

## Geografia
Obszar Shanxi zajmuje silnie zerodowana wyżyna, poprzecinana pasmami górskimi. Najwyższy szczyt znajduje się w górach Wutai Shan i osiąga 3058 m n.p.m. Na zachodzie biegną góry Lüliang Shan z wysokościami do 2831 m n.p.m., na wschodzie Taihang Shan (do 2870 m n.p.m.), a w środkowej części rozległe kotliny śródgórskie. Klimat umiarkowany, ciepły, kontynentalny, suchy. Roczna suma opadów waha się od 250 do 500 mm. Główną rzeką jest Huang He z dopływem Fen He. W części północno-zachodniej i zachodniej rosną stepy i lasostepy.

## Podział administracyjny
Prowincja Shanxi składa się z jedenastu prefektur miejskich:
| Mapa                    | Lp.      | Nazwa  | Chiński      | Hanyu pinyin          | Siedziba |
| ----------------------- | -------- | ------ | ------------ | --------------------- | -------- |
|                         |          |        |              |                       |          |
| — Prefektury miejskie — |          |        |              |                       |          |
| 1                       | Taiyuan  | 太原市 | Tàiyuán Shì  | Dzielnica Xinghualing |          |
| 2                       | Changzhi | 长治市 | Chángzhì Shì | Dzielnica Chengqu     |          |
| 3                       | Datong   | 大同市 | Dàtóng Shì   | Dzielnica Chengqu     |          |
| 4                       | Jincheng | 晋城市 | Jìnchéng Shì | Dzielnica Chengqu     |          |
| 5                       | Jinzhong | 晋中市 | Jìnzhōng Shì | Dzielnica Yuci        |          |
| 6                       | Linfen   | 临汾市 | Línfén Shì   | Dzielnica Yaodu       |          |
| 7                       | Lüliang  | 吕梁市 | Lǚliáng Shì  | Dzielnica Lishi       |          |
| 8                       | Shuozhou | 朔州市 | Shuòzhōu Shì | Dzielnica Shuocheng   |          |
| 9                       | Xinzhou  | 忻州市 | Xīnzhōu Shì  | Dzielnica Xinfu       |          |
| 10                      | Yangquan | 阳泉市 | Yángquán Shì | Dzielnica Chengqu     |          |
| 11                      | Yuncheng | 运城市 | Yùnchéng Shì | Dzielnica Yanhu       |          |

## Gospodarka
Shanxi to główny region wydobycia węgla kamiennego w Chinach. Największe ośrodki wydobycia to Datong i Yangquan. Ponadto wydobywa się rudy żelaza i inne metale, ropę naftową, złoto i azbest.
Rozwinięte jest hutnictwo żelaza (w Taiyuan), przemysł maszynowy (główne ośrodki: Taiyuan, Datong i Yuci), koksochemiczny (Datong), farmaceutyczny, włókienniczy (Taiyuan), spożywczy i materiałów budowlanych.
Rolnictwo rozwinięte w kotlinach śródgórskich i dolinach rzek. Grunty orne zajmują 25% prowincji. Uprawia się pszenicę, kukurydzę, proso, ryż, bawełnę, soję, rzepak, warzywa, drzewa owocowe i winorośl. Hodowla słabo rozwinięta, odnosi się głównie do bydła, hodowanego na północnym zachodzie.
Transport głównie samochodowy.

## Edukacja
Szkoły wyższe:
- Shanxi University
- Taiyuan University of Technology
- Shanxi Agricultural University
- Shanxi Medical University
- Shanxi Teachers University
- Shanxi University of Finance and Economics
- North China University of Science and Technology
- Taiyuan University of Science and Technology
- Changzhi Medical College
- Shanxi College of Traditional Chinese Medicine
- Xinzhou Teachers University
- Yuncheng University
- Taiyuan Normal University
- Jinzhong College
- Changzhi College
- Datong University